# 流動資本
流動資本（りゅうどうしほん）とは、近代経済学における総資本を構成する要素の1つ。原材料や労働力に、投下される資本を指す。固定資本が1回転するあいだに、流動資本は何回も回転を繰り返すことからこの名がある。会計学上は、貸借対照表に、期末棚卸し資産や現金、預貯金など流動資産の一部として計上され、損益計算書には、原材料費、労務費、一般管理費などの費目で経費計上される。対義語は固定資本。

## マルクス経済学における流動資本
マルクス経済学においては、流動資本に投下された価値は、一時に全部商品に移転し、その全体が商品の価格に反映し、市場において他の価値（貨幣)と交換され、最終消費者によって消費されるとされる。マルクス経済学では、流動資本の一部である原材料は不変資本の一部を構成するが、労働力は可変資本に分類される。